# Union Patriotiko Boneriano
Union Patriotiko Boneriano (UPB) is een christendemocratische politieke partij op Bonaire, een bijzondere gemeente van Nederland. De UPB is een zusterpartij van het CDA.
De partij deed mee aan de eilandsraadsverkiezingen van 2019 en kreeg 20,25% van de stemmen; en kreeg 2 zetels.

## Standpunten[4][5]

### Visie
Op 10 oktober 2010, is het nieuwe Bonaire –op eigen aangeven- geadopteerd door het Nederlandse vasteland.
Ten tijde van de adoptie, was het voor het kind en de adoptieouders onduidelijk waartoe deze samengaan zal leiden en hoe het proces moest worden doorlopen. Kind Bonaire is thans 9 jaar oud en begint nu al –door intensieve onderhandelingen en weloverwogen stappen, aan te geven hoe hij zich later ziet.
- Kind Bonaire wil later een modern en duurzaam omgeving zijn waarbij zelfredzaamheid, eigen verantwoordelijkheid en solidariteit hoog in het vaandel staan.
- Voor het streven naar een moderne samenleving die internationaal mee kan doen, is kind Bonaire thans afhankelijk van zijn adoptie ouders. Met de steun van zijn adoptieouders, moet kind Bonaire zorg dragen voor kwalitatieve logistieke infrastructuur opdat hij mee kan doen met alle jongeren om hem heen.
- Kwalitatieve zorg en goed onderwijs die hem aanspreekt moeten ervoor zorgen dat kind Bonaire –later- op volwassen leeftijd, de opgezette infrastructuur maximaal kan benutten.
- Kind Bonaire woont thuis bij zijn adoptieouders en is van plan dat tot zijn dertigste levensjaar te blijven doen. Het is zijn inschatting dat hij op zijn dertigste, voldoende voorbereid,volwassen en stabiel is om zijn eigen broek op te houden.

### Infrastructuur
- Ontsluiting in het meest brede zin van het woord is van levensbelang voor een eiland. UPB wil een internationaal acceptabele ontsluiting structuur op alle fronten. Bonaire moet direct in contact zijn met de wereld.
- ICT-technisch ziet de UPB Bonaire direct aangesloten op de wereldwijde glasvezelring. Dit creëert een gunstig vestigingsklimaat en mogelijkheden voor tal van buitenlandse investeerders.
- De UPB kiest ervoor om Bonaire als ICT-hub te positioneren door te investeren in een datacentrum voor de regio. De regio heeft behoefte aan een datacentrum in een politiek, economisch, meteorologisch en geologisch stabiel gebied.
- Kwaliteit van het leven en de bereidheid van bedrijven om te investeren wordt mede bepaald door een stabiel en betrouwbaar elektriciteitsnetwerk. UPB kiest om deze stabiliteit te promoten, door het elektriciteitsnetwerk minder afhankelijk te maken van invloeden van buitenaf door het leggen van alle leidingen onder de grond (gelijktijdig met het opknappen van de wegen).
- Om de visserij en pleziervaarten te stimuleren, zal de UPB alle ‘slipways’ aanpassen om het te water gaan van boten op meerdere plekken mogelijk te maken.
- De UPB onderschrijft het feit dat cruise toerisme thans een belangrijke economische activiteit is voor Bonaire. Om dit verder te ontwikkelen is het nodig om de vrachthaven, volledig te scheiden van de cruise terminal. Daarnaast wil de UPB vooral inzetten op het krijgen van cruiseboten waar toeristen op Bonaire kunnen op- en afstappen, dit genereert meer verblijfstoerisme en ook meer airlift.
- In het bestuursakkoord tussen Bonaire en Den Haag staat 9 miljoen voor het onderhouden van het wegennet op Bonaire. Dit is een goede start, maar nog niet het totaalbedrag dat nodig is voor het onderhoud van het wegennet en is het de vraag of de gebruikte financiering- en uitvoeringsconstructie ook voor de toekomst zal gelden. Derhalve kiest de UPB voor een wegenstructuur waarbij alle hoofdwegen en wegen met een lengte van meer dan 5 km betitelt worden als rijkswegen. Het Rijk is dan direct verantwoordelijk voor constructie en het onderhoud van deze wegen.
- De UPB zet zich in voor het ontwerpen van een ‘handboek ontwerpcriteria wegen’. In dit handboek worden specifieke eisen opgenomen voor het ontwerp, herontwerp, normen en richtlijnen van de lokale weginfrastructuur. Dit document draagt bij aan de uniformiteit van het wegbeeld van provinciale wegen en standaardisatie van materiaalgebruik en geeft richting aan de werkzaamheden aan de wegen zoals aangegeven in het bestuursakkoord.

### Maatschappelijk
- De UPB wil meer aandacht voor de kwaliteit van leven. Daarom wordt –in de zorg- meer ingezet op preventie. In een mogelijk convenant worden alsdan met zorgprofessionals en maatschappelijke partners afspraken gemaakt over het bevorderen van gezond leven en het terugdringen van ongezonde zaken als roken en problematisch alcoholgebruik.
- In de zorg draait alles om het vertrouwen dat patiënten, in goede handen zijn van professionals die bij alles wat ze doen, de zorg voor de patiënt voorop stellen. Dit vertrouwen is door taalbarrière en miscommunicatie omtrent het beleid aan spanningen onderhevig.
- De UPB wil de ontwikkeling naar een rookvrije generatie stimuleren. Ouders hebben daarbij een belangrijke voorbeeldfunctie voor hun kinderen. Daarom pleiten wij onder meer voor een hiertoe dienend voorlichtingscampagne.
- Goede ouderenzorg, gehandicaptenzorg en zorg voor dieren zijn voor UPB een kwestie van beschaving. Het gaat om liefdevolle en waardevolle zorg. Wij willen dat er voldoende aandacht is voor deze kwetsbare groepen.
- Armoede op Bonaire heeft twee gezichten. Aan de ene kant mensen die –om uiteenlopende redenen- problematische schulden hebben en anderzijds de groep ‘werkende armen’ . Voor beide gezichten/categorieën wil UPB betere hulp en advisering op structurele wijze organiseren. UPB wil met Den Haag afspraken omtrent de toepasbaarheid voor Bonaire, van de voorgestelde vernieuwende schuldenaanpak met ruimte voor lokaal maatwerk. Om het fenomeen ‘werkende armen’ aan te pakken, is het nodig om aan de kosten kant – d.m.v. subsidies- soelaas te brengen in de hoge structurele kosten. Voor wat betreft de inkomsten kant worden er in het blok economie voorstellen gepresenteerd.
- De UPB vindt arbeidsdiscriminatie, of het nu vanwege leeftijd of achtergrond is, onacceptabel. Discriminatie is strafbaar en dient aangepakt te worden. Ook verkapte vormen van arbeidsdiscriminatie zoals het oneigenlijk gebruik van stagiaires, moet worden aangepakt.
- Het ontbreken van georganiseerd openbaar vervoer is een grove nalatigheid van de overheid. De overheid dwingt min of meer de meest hulpbehoevende groep in de samenleving om te liften of om tegen beter weten in een “tweedehandsje” aan te schaffen. Door in te zetten op georganiseerd openbaar vervoer, biedt de UPB de mogelijkheid aan de burger om tijdig op de werkplek te zijn, alsmede de broodnodige koopkracht verbetering.
- Sport speelt een belangrijke rol in de samenleving. UPB staat voor een herstructurering van de sportwereld op Bonaire opdat deze ten gunste van de maatschappij gaat werken. Om dit streven zo optimaal als mogelijk te realiseren, is het nodig om een naast de onderwijsplicht ook een sportplicht in te voeren.
- De UPB kiest voor de introductie van maatschappelijke diensttijd. Dit naar analogie van een soortgelijk standpunt van haar zusterpartij het CDA. Maatschappelijke diensttijd is een structuur waarbij jongeren na het voltooien van hun opleiding (minimaal MBO-2 niveau), een bijdrage kunnen leveren aan de samenleving. De maatschappelijke diensttijd duurt maximaal zes maanden en deelname wordt beloond met een getuigschrift van maatschappelijke betrokkenheid. Bij een sollicitatie naar een functie bij de overheid geldt het als een pré.
- Alle jongeren zijn verplicht een basiskwalificatie te halen (minimaal MBO-2 niveau). De verplichting hiertoe zal worden verlengd naar 21 jaar.
- De UPB vindt het belangrijk dat we de jongeren die in het buitenland gaan studeren kunnen behouden voor Bonaire, er zijn betere mogelijkheden nodig voor het terugbetalen van studieschulden met het inkomen dat men op Bonaire verdiend. Het O.L.B. zou als voorbeeld kunnen dienen om jongeren nog zonder ervaring direct na hun studie in dienst te nemen en hen te coachen voor een baan waarvoor ze zijn opgeleid.

## Politiek leider
- Rudy Ellis (1970-1997)
- Ramonsito Booi (1997-2011)
- Elvis Tjin Asjoe (ad interim) 2011
- James Kroon (2011-2023)[6]
- Maritsa Silberie (interim, 2023-heden)